# Cleidogona conotyloides
Cleidogona conotyloides är en mångfotingart som beskrevs av Shear 1972. Cleidogona conotyloides ingår i släktet Cleidogona och familjen Cleidogonidae. Inga underarter finns listade i Catalogue of Life.